# Nisekoi
Nisekoi (ニセコイ lit. Amor falso?) es una serie de manga escrita e ilustrada por Naoshi Komi. Ha sido serializada en la revista semanal Shōnen Jump de la editorial Shūeisha. La historia gira en torno a Raku Ichijo, un joven de secundaria y a Chitoge Kirisaki, ambos hijos de mafiosos son obligados a fingir ser novios para evitar una guerra entre ambos grupos, a pesar de lo mal que se lleven.
El manga comenzó a serializarse en noviembre del 2011. En noviembre del 2012, se ha llegado a publicar cuatro tankōbon. La serie está basada en un one-shot publicado por Naoshi Komi en la Jump Next, una edición especial de la Shōnen Jump. El 27 de mayo de 2013 se confirmó la adaptación al anime, El cual fue llevado a cabo por Akiyuki Shinbo del estudio Shaft.
Una segunda temporada fue lanzada al aire entre el 10 de abril y el 26 de junio del 2015.
El 1 de julio de 2013, se anunció como nueva licencia en España, por parte de la editorial Ivrea. El primer volumen sale a la venta en el mes de agosto de 2013, con un ritmo de publicación mensual y buena acogida por parte del público.

## Argumento
Raku Ichijo aparenta ser un chico común, con las mejores notas de su salón y aspira entrar en una universidad de élite y convertirse en un trabajador como cualquier otro, la verdad es que Raku es el hijo del jefe de los yakuza de la ciudad y sucesor de este, algo que él no quiere porque no cree tener lo necesario y no le gusta ese estilo de vida. En su pasado Raku conoció a una joven chica, que le regaló un collar en forma de candado prometiendo reencontrarse y abrir juntos aquel collar, para revelar qué hay adentro. En la actualidad, Raku estudia con Shuu Maiko y Kosaki Onodera, de la cual sospecha es la chica que en su infancia le dio aquel collar.
Un día, conoce a Chitoge Kirisaki, una chica nueva violenta y muy ofensiva especialmente con él, debido a que odia a las personas débiles y Raku cumple las expectativas. Todo comienza a raíz de que el padre de Raku le pide que sea el novio de la hija de un líder de la mafia, ya que quieren la paz con estos, que recién llegaron a la ciudad. La chica resulta ser nada más ni nada menos que Chitoge, aquella chica violenta por la cual Raku siente aversión, ahora ambos deberán fingir ser novios, para evitar una matanza entre ambos grupos de la mafia.
El dúo se encontrara con personas que tratarán de hacer imposible su falso amor: Claude, el escolta de la familia Kirisaki, que tratara de descubrir la verdad tras su noviazgo por proteger a Chitoge, esto lo hace vigilándolos continuamente; también está Seishiro, una amiga de Chitoge y actual guardaespaldas la cual se enamora de Raku, haciendo más difícil su tarea así; está también Marika Tachibana, una chica con la cual Raku hizo una promesa cuando era pequeño, oscureciendo más la duda de quién fue la chica a la cual Raku le hizo la promesa originalmente. Pero tal vez, su obstáculo más grande sea el amor de Raku hacia Onodera, que le hace cuestionarse si seguir con su amor falso y salvar la ciudad de una gran lucha o atreverse a intentar algo con Onodera a pesar de que sus sentimientos hacia Chitoge van cambiando.

## Personajes

### Principales
Raku Ichijo (一条 楽 Ichijō Raku?)
Seiyū: Kōki Uchiyama
Es el protagonista de la historia y el hijo del jefe de los yakuza. Se niega a asumir las obligaciones como el próximo líder, y prefiere tener una carrera normal una vez se gradúe. Tiene que fingir tener una relación con Chitoge para así prevenir una guerra entre sus familias. Esa relación a menudo causa malentendidos y dificultades para él debido a que está enamorado de Kosaki Onodera (desde la secundaria). Raku es bastante amable e incluso se preocupa por las personas que se supone que odia, como se muestra al ayuda a Chitoge en varias oportunidades. 
En el pasado, una chica le regaló un collar con cerradura y prometieron volver a reunirse en el futuro. 
Chitoge Kirisaki (桐崎 千棘 Kirisaki Chitoge?)
Seiyū: Nao Tōyama
Es la protagonista femenina de la serie, además de ser la hija del jefe de una banda mafiosa llamada "La colmena". Es una chica muy guapa que tiene el cabello rubio, es violenta, siempre lleva un lazo rojo sobre su cabeza que se lo regaló su madre de pequeña, el cual fue un obsequio de Raku. Debido al "trabajo" de su padre nunca pudo tener un amigo verdadero y trata de hacerlos tras entrar en el nuevo colegio. Con la ayuda de Raku lo logra, haciéndose amiga de Kosaki y de Ruri principalmente, además de otras chicas de la clase.
Su guardián es Claude, quien la ha sobreprotegido desde que era una niña y se negó a aceptar su noviazgo con Raku, tratando siempre de descubrir la verdad detrás de esto y de probar que este no es apto para ser el novio de Chitoge, pero fallando siempre en el intento. En un principio odia a Raku y todo el tiempo están peleando, pero en algún punto se da cuenta de que tiene sentimientos por él. 
Kosaki Onodera (小野寺 小咲 Onodera Kosaki?)
Seiyū: Kana Hanazawa
Es una compañera de salón de Raku y Chitoge, además de ser el interés romántico del primero. Puede ser la chica que él ha estado buscando, siendo ella quien años atrás le regalaría el collar a Raku, prometiendo encontrarse algún día. Está enamorada de Raku desde la secundaria, ya que estaban en la misma escuela, y quiere demostrarle lo que siente. Sin embargo, es demasiado tímida y necesita la ayuda de su mejor amiga Ruri para lograr ir acortando la distancia con Raku. Ella tuvo una promesa con un niño en su infancia, pero no lo recuerda bien. Sin embargo, desea que sea Raku.
Ella y Raku son muy similares, ambos son personas que se preocupan por otros y tratan de ayudar a los demás. Ambos son muy tímidos cuando se trata de amor y por ello no se han dado cuenta de que lo que sienten es mutuo. Le encanta preparar dulces, pero no se le da bien cocinar, aunque si decorar, por lo que forma una excelente combinación con Raku cuando cocinan juntos.
Shū Maiko (舞子 集 Maiko Shū?)
Seiyū: Yūki Kaji
Es el mejor amigo de Raku además de ser una de las pocas personas fuera de las dos mafias que conoce la verdad tras el noviazgo de Raku y Chitoge. Ayuda a su amigo cada vez que puede y se preocupa mucho por la gente de su entorno, aunque es un pervertido. En un principio tenía sentimientos por la antigua profesora de su salón, Kyoko, pero a partir de que es rechazado por esta cuando se lo confiesa al abandonar la escuela, él empieza a tener sentimientos por Ruri. 
Ruri Miyamoto (宮本 るり Miyamoto Ruri?)
Seiyū: Yumi Uchiyama
Es la mejor amiga de Onodera, además de ser una chica bastante taciturna, es quien trama planes para que Raku se relacione con Onodera. Sospecha de Raku y Chitoge, además de tener que lidiar con las intervenciones de Maiko, al que siempre suele golpear debido a su perversión. Practica natación y es una de las mejores en este deporte. En el transcurso de la historia desarrolla sentimientos por Shū.
Seishiro Tsugumi (鶫 誠士郎 Tsugumi Seishirō?)
Seiyū: Mikako Komatsu
Es parte de la banda de gánsteres de la cual es líder el padre de Chitoge. Fue convocada por Claude para que este le diera un castigo a Raku debido a su desconfianza de la relación de este con Chitoge, llegando a estudiar en el mismo colegio donde estudian Raku y Chitoge. En un inicio parece ser una persona tranquila pero es uno de los integrantes más hábiles de la banda. Siempre está alabando a Chitoge, como su amistad de la infancia, por eso y por otras cosas es que erróneamente todos dan por hecho que era un chico, aunque en realidad es una chica. Está enamorada de Raku, pero está dispuesta a renunciar a él por el bienestar de Chitoge. 
Marika Tachibana (橘 万里花 Tachibana Marika?)
Seiyū: Kana Asumi
Es una chica a la cual Raku conoció en su infancia cuando ambos tenían cinco años, hizo una promesa con ella, que según ella significaría casarse en el futuro. Está enamorada de Raku, tanto que durante los diez años que estuvo separada de este, soñó con el día en que se encontraran de nuevo. Es manipuladora, a menudo utiliza el pretexto del compromiso que hicieron su padre y el de Raku, alegando que si no llegan a cumplirlo, habría una guerra entre policías y yakuzas. Ella posee una tercera llave y afirma que es la que realmente abre el collar.
Haru Onodera (小野寺 春 Onodera Haru?)
Seiyū: Ayane Sakura
Es la hermana menor de Kosaki Onodera, cursa el primer año de bachillerato y en su primer día conoce a un chico que la salva de una banda de delincuentes (Raku) al que ella llama su "príncipe". Tras escuchar los rumores sobre Raku le rechaza y no deja que este se acerque a su hermana mayor pues piensa que es un mujeriego, resaltando más dicha opinión cuando por accidente Raku ve su ropa interior. Se niega a entregarle el colgante con cerradura que encuentra en la enfermería al pensar que este era de su "príncipe" y que lo había dejado al salvarla, llegando a amenazar con romperlo si se enteraba de que este era Raku hasta que finalmente lo termina entregando al ver la dedicación con la que este la atendió a ella y a su hermana cuando estaban enfermas. Termina enamorada de él, pero se rinde por los sentimiendo de su hermana y trata de ayudarlos, aunque sufre mucho en el intento.
Yui Kanakura (ユイ カナクラ Yui Kanakura?)
Es la amiga de la infancia y actualmente la maestra asesora de la clase de Raku. Ella es la líder de la mafia China "Char Siu (叉燒) y poseedora de una de las 4 llaves que abriría el colgante de Raku. Es 2 años mayor que el resto del curso, y trata de ayudar a todos en la escuela siempre que lo precisen. Considera a Raku como su única familia y también estuvo enamorada de él desde hace 10 años.

### Secundarios
Señor Ichijo
Es el líder de los yakuza shuuei y además padre de Raku, es quien ordena a Raku fingir ser novio de Chitoge para evitar una guerra con el Beehive. Quiere mucho a su hijo y quiere que este se haga cargo de la mafia cuando él se retire. Le enseñó a Raku un código de honor inquebrantable, por el cual se rigen los hombres de su familia.
Adelt Kirisaki Wogner
Es el líder del grupo Beehive o La colmena, y además padre de Chitoge Kirisaki. Es un hombre muy relajado, siendo cómplice del padre de Raku para que sus hijos hagan pareja, para evitar así la guerra entre ambos grupos. Confía plenamente en Raku y fue quien le ordenó a Chitoge ser la novia de Raku.
Claude (クロード Kurōdo?)
Mano derecha de Adelt kirisaki. Ha protegido desde que era una niña a Chitoge y parece ser también una persona muy misteriosa, sospechando desde un principio que estos no fueran novios de verdad sino un truco para evitar la guerra entre mafias. Está tan obsesionado con ello que llegó al punto de vigilar las 24 horas a Raku y Chitoge para comprobar su teoría. Se enoja con facilidad y su arma es una pistola.
Ryuu
Es un líder del yakuza del señor Ichijo, muy fiel a Raku y protector de este, llegando a exagerar con tal de protegerle. Ve a Raku como un líder y alaba cada cosa que él hace. Parece gustarle mucho la relación entre Raku y Chitoge, llegando a encerrarles en un almacén para darles intimidad.
Padre de Marika
Es el padre de Marika Tachibana y superintendente de la policía en la ciudad en la que viven Raku, Chitoge y Kosaki. En el pasado tuvo varios enfrentamientos con el padre de Raku, obteniendo en una de estas batallas una herida en su ojo al parecer hecha con un cuchillo, según el, su mayor sueño es ver al padre de Raku tras las rejas aunque a pesar de todo, son buenos amigos, llegando a tomarse unas cuantas copas el día que prometieron que sus hijos se casarían. Es sobre-protector con Marika, ordenando que la escolten muchos policías a diario.
Hana Kirisaki
Es la madre de Chitoge y empresaria reconocida en América y Asia. Maneja a todo el mundo a su antojo además de ser cotroladora con su esposo e hija, llegando a encerrar al primero, líder de los gánsteres en su oficina por no acatar una orden suya. Solo ve a Chitoge por Navidad, unas cuantas horas, pero siempre tiene repercusión su visita. Al faltarle un secretario obliga a Raku a serlo para probar que este era digno para su hija. Se descubre que siempre quiso a Chitoge y que ha guardado durante diez años un regalo de Navidad por cada uno sin llegar a entregarlo por los nervios. Al final de su primera visita deja pasar una negociación con la que su compañía pierde "billones" para pasar el día con su hija.

## Media

### Anime
La transmisión de la primera temporada de Nisekoi empezó el 11 de enero de 2014 y duró hasta el 24 de mayo de 2014. En total la temporada consta de 20 episodios.
Después de la emisión de la Ova "Sentō", se confirmó la segunda temporada del anime, la cual comenzó su transmisión el mes de abril de 2015. Aniplex dio a conocer un spot en donde se adelanta que el opening será Rally Go Round y estará a cargo de LiSA.
Entre las dos temporadas y las Ovas, el anime adaptó hasta el volumen 12 del manga.

### Ovas
Se realizaron en total 4 ovas referentes a la primera temporada. La ova "Funjitsu / Mikosan" fue transmitida el 3 de octubre de 2014. La segunda ova se llama "Henbo / Oshigoto" y se transmitió el 4 de febrero de 2015. La tercera ova llamada "Sentō" se transmitió el 3 de abril de 2015. La última ova "Magical Pâtissière Kosaki - chan !! " Episodio 2 / Series " Recién casados " transmitida el 4 de enero de 2016

### Recepción
El tercer tomo de Nisekoi fue publicado el 30 de julio de 2012, vendiendo en su primera semana un total de 66.177 copias, siendo el décimo manga más vendido durante esa semana
En total la serie ha vendido más de 10 millones de tomos solo en Japón, cifra que alcanzó en abril de 2016, cuando solo estaban publicados los 21 primeros tomos.

### Música
1era. Temporada
Tema principal
Todas las letras/composición/arreglo - kz / canción - ClariS
- OP1 “CLIC” (episodios 2-14, OVA 1)

Se utiliza como tema final en el primer episodio.
- OP2 "STEP" (episodios 15-19, OVAs 2-3)

Se utilizó como tema final en el episodio 14. El episodio 20 de la versión para televisión no se utiliza.
Tema final
Todas las letras y composición - Sho Watanabe
- ED1 "Heart Pattern" (episodios 2-7 de la versión de TV, episodios 2 de la versión de BD/DVD)

Arreglo - Kazuki Watanabe / Voz - Chitoge Kirisaki (Nao Higashiyama)
- ED2 "Recover Decoration" (versión TV episodios 8, 10-13, versión BD/DVD episodios 3-5)

Arreglo - Toshinori Moritani / Voz - Kosaki Onodera (Kana Hanazawa)
No se utiliza en el episodio 9 de la versión para televisión.
- ED3 "TRICK BOX" (versión TV episodios 15 y 17, versiones BD/DVD episodios 6-8)

Arreglo - Tatsuya Kurauchi / Voz - Seishiro Tsuzuru (Mikako Komatsu)
No se utiliza en el episodio 16 de la versión para televisión.
- ED3.1 "Order x Order" (versión BD/DVD episodios 9-11)

Arreglo - Takeshi Masuda / Voz - Ruri Miyamoto (Yumi Uchiyama)
No utilizado en la versión de TV.
- ED4 "Hanagonomi" (episodios 18-19 de la versión de TV, episodios 12-13 de las versiones de BD/DVD)

Arreglo - Wataru Maeguchi / Voz - Marika Tachibana (Kana Asumi)
- ED5 "Souzou Diary" (episodio 20 de la versión para TV, episodios 15-17, 20 de la versión BD/DVD, OVAs 1-2)

Arreglo - Teppei Shimizu / Voz - Chitoge Kirisaki (Nao Higashiyama), Kosaki Onodera (Kana Hanazawa), Seishiro Tsuzuru (Mikako Komatsu), Marika Tachibana (Kana Asumi)
- ED5.1“Taisetsu no Tsukurikata” (versión BD/DVD episodios 18-19, OVA 3)

Arreglo - Takeshi Masuda / Voz - Chitoge Kirisaki (Nao Higashiyama), Kosaki Onodera (Kana Hanazawa)
No utilizado en la versión de TV.
2da. Temporada
Tema principal
- OP1 "Rally Go Round" (Episodio 1-7, 9, 11-12, OVA 4)

Letra - LiSA , Makoto Furuya / Composición - Jin / Arreglo - akkin / Voz - LiSA
- OP2 "Magical☆Styling" (Episodio 8, OVA 4)

Letra y composición - Sho Watanabe / Arreglo - Wataru Maeguchi / Voz - Magical Pastry Chef Kosaki-chan (Kana Hanazawa)
Tema final
Todas las letras y composición - Sho Watanabe
- ED1 "Ambiguous Hertz" (Episodio 1, 3, 6, 9, 12, OVA 4)

Arreglo - Teppei Shimizu / Voz - Chitoge Kirisaki (Nao Higashiyama), Kosaki Onodera (Kana Hanazawa), Seishiro Tsuzuru (Mikako Komatsu), Marika Tachibana (Kana Asumi)
- ED2 "TrIGgER" (Episodio 2)

Arreglo - Takao Kawada / Voz - Seishiro Tsuzuru (Mikako Komatsu)
- ED3 "Sleep zzz..." (Episodio 4)

Arreglo - Kazuki Watanabe / Voz - Chitoge Kirisaki (Nao Higashiyama)
- ED4 "Mata Dorabu" (Episodio 5)

Arreglo - Takeshi Masuda / Voz - Marika Tachibana (Kana Asumi)
- ED5 "Marchen Ticktack" (Episodio 7)

Arreglo - Kaoru Okubo / Voz - Haru Onodera (Ayane Sakura)
- ED6 “Tōriame Drop” (Episodio 10)

Arreglo - Tatsuya Kurauchi / Voz - Ruri Miyamoto (Yumi Uchiyama)
- ED7 "Crayon Cover" (Episodio 11, OVA 4)

Arreglo - Wataru Maeguchi / Voz - Kosaki Onodera (Kana Hanazawa)

## Secuela
En mayo del 2023 se anunció que el manga tendría una reimpresión en formato bunkoban y que al final de cada volumen se incluirá un capítulo secuela ubicado 10 años después del capítulo final de la historia principal del manga.